# Assarebogölen
Assarebogölen är en sjö i Tranemo kommun i Västergötland och ingår i Nissans huvudavrinningsområde.